# Stictophaula exigua
Stictophaula exigua är en insektsart som beskrevs av Sigfrid Ingrisch 1994. Stictophaula exigua ingår i släktet Stictophaula och familjen vårtbitare. Inga underarter finns listade i Catalogue of Life.